# Сефід-Санґан (Талеш)
Сефід-Санґан (перс. سفيدسنگان) — село в Ірані, у дегестані Чубар, у бахші Хавік, шагрестані Талеш остану Ґілян. За даними перепису 2006 року, його населення становило 462 особи, що проживали у складі 99 сімей.

## Клімат
Середня річна температура становить 13,68°C, середня максимальна – 27,28°C, а середня мінімальна – -0,13°C. Середня річна кількість опадів – 862 мм.
| Клімат поселення                              | Клімат поселення | Клімат поселення | Клімат поселення | Клімат поселення | Клімат поселення | Клімат поселення | Клімат поселення | Клімат поселення | Клімат поселення | Клімат поселення | Клімат поселення | Клімат поселення | Клімат поселення |
| Показник                                      | Січ.             | Лют.             | Бер.             | Квіт.            | Трав.            | Черв.            | Лип.             | Серп.            | Вер.             | Жовт.            | Лист.            | Груд.            |                  |
| Середній максимум, °C                         | 10,57            | 10,33            | 12,21            | 16,69            | 20,70            | 25,13            | 27,28            | 26,85            | 22,52            | 19,83            | 15,12            | 11,22            |                  |
| Середня температура, °C                       | 5,36             | 5,10             | 6,98             | 11,48            | 15,48            | 19,92            | 23,45            | 23,03            | 18,69            | 16,01            | 11,29            | 7,40             |                  |
| Середній мінімум, °C                          | 0,14             | −0,13            | 1,77             | 6,26             | 10,26            | 14,69            | 19,62            | 19,20            | 14,86            | 12,16            | 7,46             | 3,58             |                  |
| Норма опадів, мм                              | 73               | 70               | 74               | 55               | 45               | 29               | 13               | 40               | 106              | 154              | 112              | 91               |                  |
| Середньомісячна швидкість вітру, м/с          | 2.40             | 2.50             | 2.48             | 2.42             | 2.37             | 2.58             | 2.70             | 2.50             | 2.18             | 2.10             | 2.05             | 2.10             |                  |
| Середньомісячна сонячна радіація, кДж/м²·день | 6776             | 9111             | 11219            | 15708            | 19885            | 22581            | 23562            | 20041            | 16023            | 10969            | 8225             | 6372             |                  |
| --------------------------------------------- | ---------------- | ---------------- | ---------------- | ---------------- | ---------------- | ---------------- | ---------------- | ---------------- | ---------------- | ---------------- | ---------------- | ---------------- | ---------------- |
| Джерело:                                      |                  |                  |                  |                  |                  |                  |                  |                  |                  |                  |                  |                  |                  |